# Септемврийски рид
Вижте пояснителната страница за други значения на Черни рид.
Септемврийски рид (до 29 юни 1942 г. Карабаир, до 13 юли 1951 г. Черни рид, след 1989 г. неофициално Черни рид) e планински рид в южната част на Ихтиманска Средна гора, между Ихтиманската и Костенецко-Долнобанската котловина.
Септемврийският рид е разположен между Ихтиманската котловина на североизток и Костенецко-Долнобанската котловина на юг. На север, чрез седловина, висока 901 m, се свързва с Вакарелската планина. На юг югозапад друга седловина, висока 997 m, която се намира на изток от село Ново село, го свързва с рида Шумнатица. След това на югозапад долината на река Очушница (ляв приток на Марица) го отделя от същия рид. На запад завършва при язовир „Искър“, а на изток проломът Момин проход на Сулудервентска река (ляв приток на Очушница) го отделя от рида Еледжик. По северозападната част на рида преминава част от главния вододел на България между Егейския и Черноморския басейн. Най-високият връх Тръна (1276 м) е разположен в западната му част.
На север и юг ридът има стръмни склонове, а към Ихтиманската котловина завършват с голям наносен шлейф. Изграден е от гнайси и гранодиорити. Климатът е умерено-континентален. По югоизточния му склон, край град Момин проход и село Пчелин, има топли минерални извори. Отводнява се от левите притоци на река Очушница (същата извира от рида) и десните притоци на река Мътивир. Преобладават излужените и оподзолени канелени горски и кафяви горски почви. Почти целият рид е покрит с широколистни гори. Развито е горското стопанство, курортното и туристическото дело. По южните му склонове са разположени манастирите „Св. Пророк Илия“ (до село Очуша) и Горновасилашкия манастир (до село Горна Василица).
По склоновете на рида има 9 населени места: по северния склон селата Полянци, Мирово, Стамболово и Черньово, а по южния – град Момин проход и селата Горна Василица, Очуша, Подгорие и Пчелин.
По цялото западно и по част от северното му подножие, на протежение от 14,1 km, преминава участък от третокласен път № 822 от Държавната пътна мрежа Самоков – Ново село – Ихтиман.
По източното му подножие, през пролома Момин проход, между гарите Немирово и Момин проход, преминава част от трасето на жп линията София – Пловдив.

## Топографска карта
- Лист от карта K-34-60. Мащаб: 1 : 100 000.